# Pagurus anachoretus
Pagurus anachoretus is een tienpotigensoort uit de familie van de Paguridae. De wetenschappelijke naam van de soort is voor het eerst geldig gepubliceerd in 1827 door Risso.